# Cantonul Nocé
Cantonul Nocé este un canton din arondismentul Mortagne-au-Perche, departamentul Orne, regiunea Basse-Normandie, Franța.

## Comune
| Comune                   | Populație (1999) | Cod poștal | Cod INSEE |
| ------------------------ | ---------------- | ---------- | --------- |
| Berd'huis                | ...              | 61340      | 61043     |
| Colonard-Corubert        | ...              | 61340      | 61112     |
| Courcerault              | ...              | 61340      | 61128     |
| Dancé                    | ...              | 61340      | 61144     |
| Nocé                     | ...              | 61340      | 61309     |
| Préaux-du-Perche         | ...              | 61340      | 61337     |
| Saint-Aubin-des-Grois    | ...              | 61340      | 61368     |
| Saint-Cyr-la-Rosière     | ...              | 61130      | 61379     |
| Saint-Jean-de-la-Forêt   | ...              | 61340      | 61409     |
| Saint-Maurice-sur-Huisne | ...              | 61110      | 61430     |
| Saint-Pierre-la-Bruyère  | ...              | 61340      | 61448     |
| Verrières                | ...              | 61110      | 61501     |